# Moritz Alois Becker

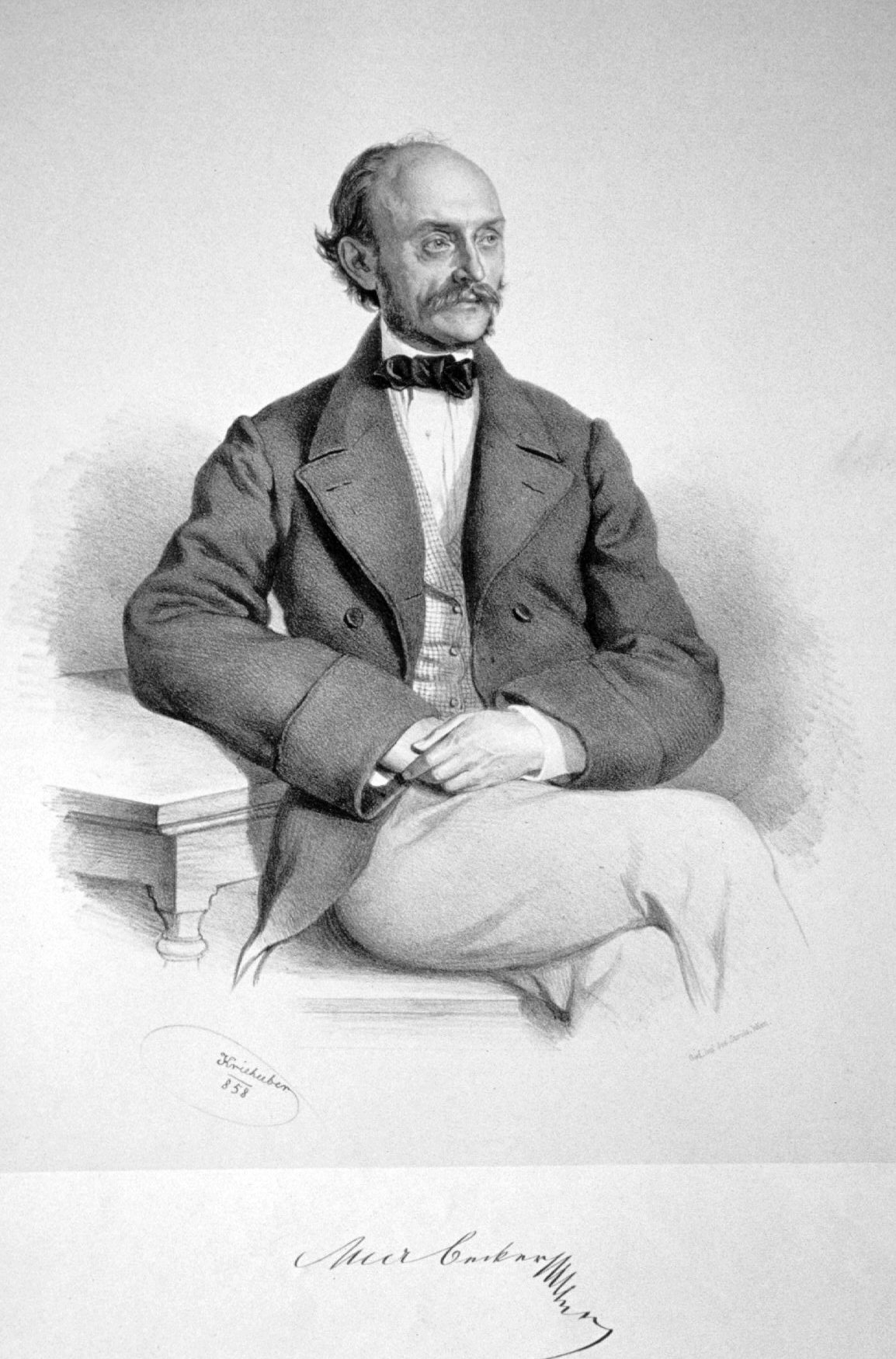
Moritz Alois Becker (1858)

Moritz Alois Becker, ab 1867 Moritz Alois Ritter von Becker (* 21. Mai 1812 in Mährisch Altstadt; † 22. August 1887 in Lienz), war ein österreichischer Pädagoge.

## Leben
Mori(t)z Alois Becker studierte 1828 bis 1832 in Wien Philosophie und Pädagogik und war ab 1840 Hauslehrer beim Fürsten Liechtenstein. Ab 1850 arbeitete er beim Landesschulrat von Niederösterreich und erwarb sich Verdienste um die Verbesserung des Unterrichtswesens. 1864 wurde er Lehrer von Kronprinz Rudolf und seiner Schwester Erzherzogin Gisela. Im Jahr 1864 war er Mitbegründer des Vereins für Landeskunde von Niederösterreich.
1869 wurde er Direktor der königl. Familien-Fideikomißbibliothek heute Teil der Nationalbibliothek. Er war auch Vizepräsident der Geographischen Gesellschaft,
1872 ging er als Hofrat in den Ruhestand.
Wohnhaft am Rennweg 18, befasste sich Becker als zeitweiliger Mitarbeiter der Tageszeitung Die Presse insbesondere mit Themen des Wiener Gemeindebezirks Landstraße.

## Werke (Auswahl)
- — (Hrsg.): Der Ötscher und sein Gebiet. Aus eigener Beobachtung und bisher unbenützten Quellen geschöpft von mehreren Freunden der Landeskunde.
  - (Band 1/2:) Reisehandbuch für Besucher des Ötscher. Grund, Wien 1859 (Volltext online).
  - (Band 2/2:) Geschichte und Topographie. Grund, Wien 1860 (Volltext online).
- Die Sammlungen der vereinten Familien- und Privat-Bibliothek S(eine)r M(ajestät) des Kaisers. Vier Bände. Holzhausen, Wien 1873–1882, OBV.
- Topographie von Niederösterreich. Acht Bände. Verlag des Vereines für Landeskunde von Niederösterreich, Wien 1876–1926, OBV.
- Verstreute Blätter. Konegen, Wien 1880 (archive.org).
- — (Hrsg.): Hernstein in Niederösterreich. 3 Teile. Hölder u. a., Wien 1885–1889, OBV. 
  - Band 1. A. Hölder, Wien 1886.
  - Band 2, 1. Hälfte. A. Hölder, Wien 1889.
  - Band 2, 2. Hälfte. A. Hölder, Wien 1889.
  - Band 3, 1. Hälfte. Adolf Holzhausen, Wien 1889.
  - Band 3, 2. Hälfte. A. Holzhausen, Wien 1888.
    - Joseph von Zahn: Geschichte von Hernstein in Niederösterreich und den damit vereinigten Gütern Starhemberg und Emmerberg. Holzhausen, Wien 1889 (archive.org).
- Zeitvertreib. – Nur Ruhe. Johann Nestroy, eine biographisch-kritische Skizze. In: Vincenz Chiavacci (Hrsg.) und Ludwig Ganghofer (Hrsg.): Johann Nestroy’s gesammelte Werke. Band 12. Bonz, Stuttgart 1891. (Volltext online).
- Niederösterreichische Landschaften mit historischen Streiflichtern Schottwien, Gloggnitz, Wartenstein, Hernstein. 1879 (Volltext online).